# 中国人民解放军空军上海基地
中国人民解放军空军上海基地，位于上海市，隶属中国人民解放军东部战区空军。

## 沿革

### 附：防空部队
1950年2月，华东军区根据中央军委指示，决定组建上海防空司令部，任命郭化若为司令员兼政治委员，蒋天然为参谋长，王集成为政治部主任。3月1日在上海长乐路正式成立。1950年3月中央军委决定上海空中设防，立刻调空军进驻上海。1950年3月15日，由航空处部分人员等等在虹桥路组建上海防空司令部空军指挥所。1950年4月，在淮海中路成立诸兵种联合作战的防空指挥机构，这是中华人民共和国首创的要地防空机构。
1950年5月9日，华东军区决定，由淞沪警备司令部、政治部调配三分之二的军政干部，接替上海防空司令部、政治部机关，原华东军区航空处的军政干部、工作人员及警卫部队除少数留在上海防空司令部任职外，其他人回原部队筹建华东空军，原华东军区航空处下属的上海后勤分部改编成上海防空后勤部。
1950年6月，上海防空政治部奉命调往南京筹建华东军区空军政治部，上海防空政治工作移交给淞沪警备部队政治部，该部副政治委员欧阳平兼任防空副政治委员。7月7日警政机构部分人员组成上海防空政治部，张希才任政治部主任。至此，上海防空机构重新组建完成并且移驻淮海中路1189号，郭化若任司令员兼政治委员，王智涛任副司令员，黄经深任参谋长。
1950年8月，华东军区命令华东军区空军司令员聂凤智兼任上海防空司令员。1950年9月，中央军委决定华东军区空军司令部与上海防空司令部合并，番号为中国人民解放军华东军区空军兼上海防空司令部，王集成任政治委员。
1950年12月12日中央军委决定，华东军区空军司令部与上海防空司令部分开，华东军区空军司令部主要领导和机关迁回南京。重新任命上海防空部队司令员兼政治委员为郭化若，副司令员王智涛，副政治委员刘文学，参谋长黄经深，政治部主任张希才。
1951年2月，华东军区奉中央军委命令，将华东防空机构从南京迁回上海，并入上海防空机构，其番号为华东军区防空司令部兼上海防空司令部，增加贺敏学为副司令员。下辖南京、杭州防空指挥所。
1954年6月19日，华东军区发出海防作战指示，决定组成沪、杭、甬、嘉地区防空司令部，统一指挥沪、杭、甬、嘉地区防空作战，任命聂凤智为司令员，陈华堂为副司令员，龙福才为副政治委员，黄经深为参谋长。1954年底，沪、杭、甬、嘉地区防空司令部撤销。
1955年8月，中国人民解放军总参谋部颁布命令，将华东军区防空兼上海防空部队改称为南京军区防空军（驻上海），任命陈华堂为司令员，龙潜为政治委员。

### 空军部队
1951年2月10日，遵照中央军委命令，华东军区决定成立空军上海基地司令部，副军级建制，归属华东军区空军司令部建制领导。1951年3月1日在上海龙华机场组成，后来移驻上海建国西路75号。空军笕桥预科总队总队长兼政委罗维道任基地政治委员，“济南第一团”团长任张慕韩基地副主任，参谋长兼后勤部部长萧茂荣，政治部主任傅明锐。办公和住宿都挤在龙华机场民航局航空指挥大楼里。下辖虹桥、江湾、龙华、大场四个机场场站。决定重建虹桥机场为空军所用。1951年6月，龙华机场划归民航建制。后来基地司令部的办公地点安在了建国西路，干部宿舍则征用了原国民党民航局的房子。苏联支援的航空兵部队的20架米格-15和20架拉-11战斗机用火车运到徐州，在徐州九里山机场装配起来，试飞时在徐州摔掉了一架米格-15。虹桥机场改建好后，米格-15直接从徐州飞到上海降在虹桥机场，拉-11降到江湾机场。苏联飞行员住衡山饭店，后大柏树新华一村的小楼修好以后，又全部住进了新华一村。苏联教官教出来的中国空军第一个飞行师长王洪殿，放单飞后在一次执行训练任务返航时，摔在了虹桥机场内，机毁人亡。
1952年7月中央军委决定，为加强和统一上海地区空军部队的领导和指挥，以空军上海基地为基础，自华东军区空军司令部、防空司令部、空军某师留守处等单位抽调人员，在上海组建为一个驱逐军军部即空军第四军军部，番号为“中国人民解放军空军驱逐7341部队”，隶属中央军委空军建制。1952年11月，中央军委决定，陆军第二十五军军部和空军7341部队机关合并为空军第四军（7341部队），划归华东军区空军建制，军长熊应堂，政治委员韦祖珍，副政治委员余明，参谋长刘国柱，政治部主任李勃，下辖空军驱逐机部队若干。
1953年1月中央军委电令：原陆军第二十五军军长熊应堂调华东军区另行分配工作。1953年2月中央军委任命空军第二军副军长高厚良为空军第四军军长。1953年4月，华东军区首长命令，空军第四军军长高厚良兼任华东军区防空兼上海防空部队副司令员。
1957年9月5日，根据中央军委命令，空军和防空军合并，原防空军番号撤销，空军第四军扩编为合成军，建制部队增加了高炮、雷达、探照灯和通信部队，军长蔡永，政治委员江腾蛟，副军长蔡园、夏伯勋，参谋长周建平、政治部主任高浩平。1975年全军改用五位数字部队代号，空军第四军代号由7341部队改为39034部队。
1985年10月，根据中央军委命令，空军第四军精简为空军上海指挥所（39034部队，该代号是沿用原空军第四军的代号），司令员吴光宇，政治委员秦义昌，副司令员杨振玉，参谋长许其亮。1993年，空军上海指挥所缩编为空军上海基地（副军级）。2003年10月，空军上海基地改编为空军上海指挥所。
2011年12月，撤销空军上海指挥所，成立空军上海基地（94826部队）。2016年，在深化国防和军队改革中，空军上海基地原上级单位南京军区空军撤销，空军上海基地转隶新组建的中国人民解放军东部战区空军。
2017年4月18日，中共中央总书记、国家主席、中央军委主席习近平在北京八一大楼接见新调整组建的84个军级单位主官，并对各单位发布训令；中共中央政治局委员、中央军委副主席许其亮宣读习近平主席签发的中央军委关于调整组建军兵种部队和省军区系统军级单位的命令、决定。在这次军级单位调整组建中，新组建中国人民解放军空军上海基地，副军级，隶属中国人民解放军东部战区空军。

## 历任领导

### 上海防空部队
| 上海防空部队司令员 1. 郭化若（1950年3月1日—1950年8月，上海市防空司令部司令员兼政治委员） 2. 聂凤智（1950年8月—1951年2月，华东军区空军兼上海防空部队司令员） 3. 郭化若（1951年2月—1952年1月，华东军区防空兼上海防空部队司令员兼政治委员） 4. 成钧（1952年1月—1952年4月，华东军区兼上海防空部队司令员） 5. 陈华堂（1952年4月—1955年8月，华东军区兼上海防空部队司令员） 6. 陈华堂 少将（1955年8月—1957年，南京军区防空军司令员） | 上海防空部队政治委员 1. 郭化若（1950年3月1日—1950年9月，上海市防空司令部司令员兼政治委员） 2. 王集成（1950年9月—1951年2月，华东军区空军兼上海防空政治委员） 3. 郭化若（1951年2月—？，华东军区防空兼上海防空部队司令员兼政治委员） 4. 龙潜 少将（1955年8月—1957年，南京军区防空军政治委员） |

### 空军上海基地
| 空军上海基地司令员 1. 张慕韩（1951年3月1日—1952年，副司令员主持军事工作） | 空军上海基地政治委员 1. 罗维道（1951年3月1日—1952年） |

### 空军第四军
| 空军第四军军长 1. 熊应堂（1952年—1953年1月） 2. 高厚良 少将（1953年2月28日—1957年8月24日） 3. 蔡永 少将（1957年8月24日—1962年9月15日） 4. 周建平 少将（1962年9月15日—1969年9月1日） 5. 郑长华（1969年9月1日—1972年2月） 6. 程英（1974年1月4日—1977年5月31日） 7. 姜玉田（1977年5月31日—1980年4月21日） 8. 韩德彩（1980年4月21日—1983年5月20日） 9. 吴光宇（1983年5月20日—1985年10月14日） 空军第四军副军长 - 夏伯勋（1956年8月—1960年3月） - 张强生（1958年1月—1969年11月） - 吴恺（1959年4月—1959年6月） - 周建平（1959年10月—1962年9月） - 姫应伍（1961年5月—1969年9月1日） - 蔡园（1962年2月—？） - 郑长华（1966年5月—1969年3月） - 吉世堂（1966年5月—1968年12月15日） - 郑长华（1969年3月—1969年9月1日，第一副军长） - 郑刚（1969年3月—1978年1月） - 胡开德（1969年9月—1978年1月） - 魏钟锦（1970年4月—？） - 刘准（1975年9月—？） - 张建华（1976年5月—？） - 吕连义（1978年1月—1978年3月23日） - 韩德彩（1980年7月—1983年4月21日） | 空军第四军政治委员 1. 韦祖珍 少将（1952年12月9日—1957年9月27日） 2. 江腾蛟 少将（1957年9月27日—1962年3月；1962年3月—1966年3月3日，南京军区空军副政治委员兼） 3. 张少虹（1966年3月3日—1966年11月） 4. 江腾蛟（1966年12月—1968年4月29日，南京军区空军政治委员兼空军第四军第一政治委员） 5. 王维国（1967年3月5日—1969年3月，第二政治委员） 6. 王维国（1969年3月—1971年9月20日，第一政治委员） 7. 姬应伍（1969年9月1日—1972年2月，第二政治委员） 8. 郑长华（1971年11月11日—1971年11月24日，军长兼） 9. 武占魁（1971年11月24日—1978年1月24日） 10. 林青（1978年1月24日—1979年6月9日） 11. 毕皓（1979年6月9日—1980年12月3日） 12. 宋朝诗（1980年12月3日—1983年5月20日） 13. 秦义昌（1983年5月20日—1985年10月14日） 空军第四军副政治委员 - 韦祖珍（1952年7月—1952年12月） - 余明（1952年12月—1956年8月） - 瞿道文（1959年6月—？） - 李道之（1963年2月—1966年5月） - 武朝然（1969年9月1月—？） - 刘忠朴（1970年12月21日—1971年10月22日） - 王吉奎（1973年12月—？） - 乔清晨（1983年5月—1985年10月） |

| 空军第四军参谋长 - 刘国柱（1953年1月—1957年3月） - 周建平（1957年7月—1959年10月，第一参谋长） - 蔡园（1957年7月—1959年10月，第二参谋长；1959年10月—1962年2月，参谋长；1962年2月—1963年6月，副军长兼参谋长） - 姬应伍（1963年6月—1966年5月，副军长兼） - 胡开德（1966年5月—1969年9月；1969年9月—1972年9月，副军长兼） - 修明斋（1972年9月—？） | 空军第四军政治部主任 - 韦祖珍（1952年7月—1952年9月，副政治委员兼） - 李勃（1952年9月—1954年6月） - 王绍渊（1954年6月—1956年7月） - 高浩平（1957年6月—1959年6月） - 李道之（1959年6月—1963年2月） - 王维国（1963年2月—1965年8月） - 张启文（1969年3月—1972年3月） - 马瑛（1972年9月—？） - 宋朝诗（1978月—1980年12月） |

### 空军上海指挥所
| 空军上海指挥所司令员 1. 吴光宇 空军少将（1985年10月14日—1990年） 2. 黄恒美 空军少将（1990年1月25日—1993年1月） | 空军上海指挥所政治委员 1. 秦义昌 空军少将（1985年10月—1990年1月） 2. 孙玉海 空军少将（1990年1月25日—1992年8月） 3. 王学刚 空军少将（1992年10月—1993年1月） |

### 空军上海基地
| 空军上海基地司令员 1. 黄恒美 空军少将（1993年1月—1993年6月） 2. 宋文中 空军中将（1993年6月—1995年12月） 3. 王春瑞 空军少将（1995年12月—1998年8月） 4. 杨国海 空军少将（1998年8月—2000年8月） 5. 李志亮 空军少将（2000年8月—2001年12月） 6. 张华山 空军少将（2001年12月—2003年12月） | 空军上海基地政治委员 1. 王学刚 空军少将（1993年1月—1996年12月） 2. 贾延明 空军少将（1996年12月—1998年12月） 3. 梅仁桂 空军少将（1998年12月—2001年12月） 4. 宋琨 空军少将（2001年12月—2003年1月） |

### 空军上海指挥所
| 空军上海指挥所司令员 1. 郭永华 空军少将（2003年12月—2006年9月） 2. 杨志斌 空军少将（2006年9月—2010年12月） 3. 许学强 空军少将（2010年12月—2011年12月） | 空军上海指挥所政治委员 1. 刘绍亮 空军少将（2003年12月—2005年12月） 2. 于忠福 空军少将（2006年1月—2010年6月） 3. 李文福 空军少将（2010年6月—2011年12月） |

### 空军上海基地
| 空军上海基地司令员 1. 许学强 空军少将（2011年12月—2013年12月） 2. 吴俊宝 空军少将（2013年12月—） 3. 孙弘 空军少将 4. 杨永飞 空军少将 | 空军上海基地政治委员 1. 李文福 空军少将（2011年12月—2013年12月） 2. 王福胜 空军少将（2013年12月—2016年） 3. 傅爱国 空军少将（2016年—2017年） 4. 周俊强 空军少将（2017年4月—） |